# Ernst Burchard
Ernst Burchard (9 de septiembre de 1876 - 5 de febrero de 1920) fue un autor, médico, sexólogo y activista gay alemán.
Burchard nació en Heilsberg (actualmente Lidzbark Warminski en Polonia). Estudió medicina en Tubinga, Wurzburgo y Kiel, doctorándose en 1900 con la disertación Einige Fälle von vorübergehender Glycosurie. Tras sus estudios, abrió una consulta en Berlín y trabajó como médico. En Berlín conoció a Magnus Hirschfeld, con el que fundó el Comité científico humanitario, junto con Georg Plock y el barón von Teschenberg.
Burchard, que era homosexual, defendió como médico en varios casos a perseguidos por el Artículo 175. Junto con Hirschfeld escribió varios artículos sobre la sexología, incluido el lesbianismo. En 1913, Burchard publicó sus obras Zur Pychologie der Selbstbezichtigung (De la psicología del autoacusación) y Der sexuelle Infantilismus (El infantilismo sexual) y en 1914 publicó Lexikon des gesamten Sexuallebens (Enciclopedia completa de la vida sexual). Burchard también escribió poemas para las revistas Der Eigene y Jahrbuch für sexuelle Zwischenstufen, incluyendo el poema Vivat Fridericus. Burchard murió el 5 de febrero de 1920 en Berlín y fue enterrado en el Luisenfriedhof.

## Obra
- Der sexuelle Infantilismus (El infantilismo sexual; con Magnus Hirschfeld de editor), Halle a. S. : Marhold, 1913.
- Zur Psychologie der Selbstbezichtigung (De la psicología del autoacusación), Adler-Verlag, Berlín, 1913.
- Lexikon des gesamten Sexuallebens (Enciclopedia completa de la vida sexual), Adler-Verlag, Berlín, 1914.